# ورهال چشمه رمضان
ورهال چشمه رمضان یا چشمه رمضان، روستایی در دهستان بولی بخش بولی شهرستان چوار در استان ایلام ایران است.

## جمعیت
بر پایه سرشماری عمومی نفوس و مسکن در سال ۱۳۹۵، جمعیت این روستا برابر با ۵۶ نفر (۱۶ خانوار) بوده‌است.